# Plopiș
Plopiș é uma comuna romena localizada no distrito de Sălaj, na região histórica da Crișana (parte da Transilvânia). A comuna possui uma área de 80.38 km² e sua população era de 2585 habitantes segundo o censo de 2007.